# 霍希夔
霍希夔（1534年—1572年），字虞卿，號應山，山西大同府應州軍籍平陽府臨汾縣人，明朝政治人物。

## 生平
嘉靖二十八年（1549年）己酉科山西乡试第五十名举人。隆慶二年（1568年）戊辰科會試第一百三十七名，第三甲第三百二十一名進士。官至兵部主事，隆庆六年卒，年三十九。

## 家族
曾祖霍志忠；祖霍達，曾任典史；父霍宗嶽；母王氏。嚴侍下。兄希龍，弟希稷；希堯。妻李氏，少寡，抚幼子地成立，年六十卒。
霍希夔妹夫王家屏。